# Pauropsxenus vilhenae
Pauropsxenus vilhenae är en mångfotingart som beskrevs av Filippo Silvestri 1948. Pauropsxenus vilhenae ingår i släktet Pauropsxenus och familjen penseldubbelfotingar. Inga underarter finns listade i Catalogue of Life.